# Tērvete
El municipi de Tērvete (en letó: Tērvetes novads) és un dels 110 municipis de Letònia, que es troba localitzat al sud del país bàltic, i que té com a capital la localitat de Tērvete. El municipi va ser creat l'any 2002 després d'una reorganització territorial.

## Ciutats i zones rurals
- Augstkalnes pagasts (zona rural)
- Bukaišu pagasts (zona rural)
- Tērvetes pagasts (zona rural)

## Població i territori
La seva població està composta per un total de 4.173 persones (2009). La superfície del municipi té uns 223,9 kilòmetres quadrats, i la densitat poblacional és de 18,64 habitants per kilòmetre quadrat.